# Tổng giáo phận Sydney
Tổng giáo phận Sydney (tiếng Anh: Archdiocese of Sydney; tiếng Latinh: Archidioecesis Sydneyensis) là một tổng giáo phận của Giáo hội Công giáo Rôma với tòa giám mục đặt tại Sydney, New South Wales, Úc.